# Smoke on the Water: a Tribute to Deep Purple
Smoke on the Water: a Tribute to Deep Purple è un album tributo di vari artisti ai Deep Purple, pubblicato nel 1994.

## Tracce
1. Speed King (Keeling, Malmsteen) - 4:29
2. Space Truckin' (Winger, MacAlpine) - 4:50
3. Stormbringer (Hughes, Norum) - 4:17
4. Rat Bat Blue (Kotzen) - 4:57
5. Lazy (Turner, Malmsteen) - 5:14
6. Maybe I'm a Leo (Gilbert) - 4:56
7. Smoke on the Water (Mason, Parrish) - 4:56
8. Fireball (Dokken, Beach) - 3:29
9. Hush (Soto, Varney) - 3:55
10. Woman From Tokyo (Harnell, Moore) - 4:52

## Formazione
- Kelly Keeling - voce
- Yngwie Malmsteen - chitarra
- Kip Winger - voce
- Tony MacAlpine - chitarra
- Glenn Hughes - voce
- John Norum - chitarra
- Richie Kotzen - chitarra, voce
- Joe Lynn Turner - voce
- Paul Gilbert - chitarra, voce
- Robert Mason - voce
- Reb Beach - chitarra
- Jeff Scott Soto - voce
- Mike Varney - chitarra
- Tony Harnell - voce
- Vinnie Moore - chitarra
- Deen Castronovo - batteria
- Jens Johansson - tastiere
- Todd Jensen - basso
- Russ Parrish - chitarra
- Steve Fontano - missaggio